# Factory system
El sistema de fábrica o fabril (utilizado habitualmente sin traducir en inglés como factory system en la literatura económica e historiográfica) era un método productivo y de organización del trabajo industrial, opuesto al domestic system que se adoptó por primera vez en Gran Bretaña durante la Revolución Industrial y más tarde se extendió por el resto del mundo. Posiblemente Richard Arkwright fue el promotor de este sistema fabril/sistema de fábricas. Tras patentar su water frame en 1769, estableció una fábrica en Cromford (Derbyshire), Cromford Mill,  que no se considera la primera en constituirse bajo esos principios.
Fundamentalmente, cada trabajador creaba una parte separada del conjunto total de un producto, aumentando así la eficiencia del proceso. Al contrario de lo característico del domestic system, en la fábrica se reunían máquinas (demasiado grandes y costosas como para diseminarlas) y trabajadores (remunerados mediante salario en vez de por pieza fabricada). Todos los procesos de producción se llevaban a cabo bajo un mismo techo, y la gran escala de la actividad permitía continuarlos indefinidamente, mientras resultara práctico, lo que permitía al empresario aprovechar la totalidad de la fuerza de trabajo del trabajador mientras durase el tiempo de trabajo por el que le había contratado. La jornada laboral del nuevo obrero industrial era tan prolongada como la del trabajador agrícola: desde el amanecer hasta el anochecer, seis días por semana; pero con la gran diferencia de que el trabajador industrial quedaba reducido a una mera prolongación de la máquina, sin cualificación ni control sobre el proceso productivo, y por tanto fácilmente reemplazable; circunstancias también opuestas a las del trabajador artesano, sometido a la reglamentación gremial.
Enseguida se planteó un debate en términos morales sobre el nuevo sistema, y mucho antes de que introdujeran modificaciones en la legislación laboral surgieron las quejas de los trabajadores por sus condiciones de trabajo, que consideraban injustas, naciendo el movimiento obrero; primero como resistencia a las máquinas (ludismo) y luego como asociacionismo sindical (Trade Unions). El trabajo infantil y el trabajo femenino (remunerado hasta cuatro veces menos que el masculino) fueron otros asuntos en cuestión. La alternativa del socialismo utópico se plasmó en las fábricas de Robert Owen (New Lanark, 1786) o los falansterios de Charles Fourier.